# Stazione di Shinonome

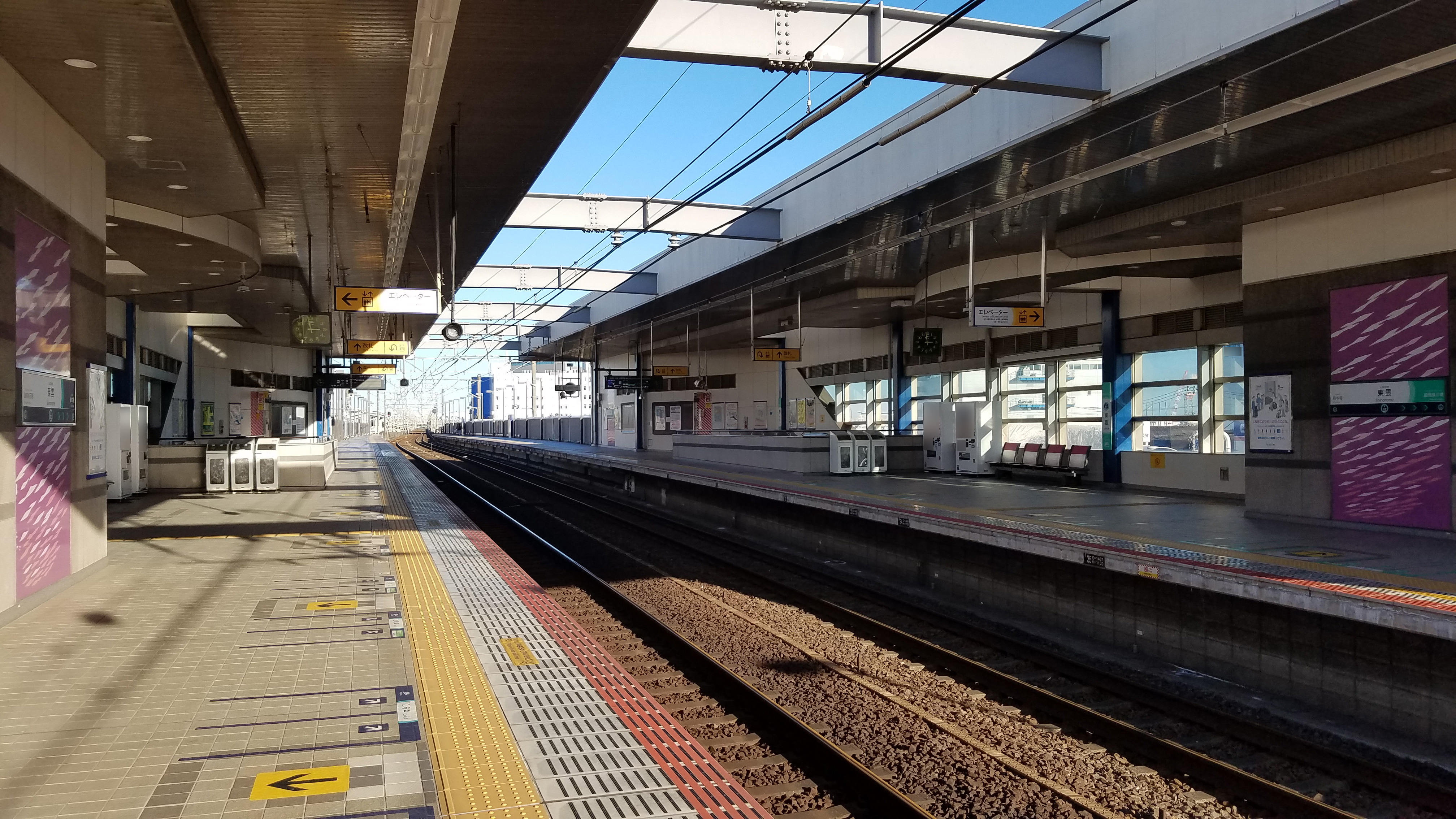
Vista dei binari

La stazione di Shinonome (東雲駅?, Shinonome-eki) è una stazione ferroviaria di Tokyo situata nell'area di Odaiba, nel quartiere di Kōtō ed è servita dalla linea privata Rinkai della TWR.

## Storia
La stazione fu aperta nel 1996 assieme al primo stralcio della linea Rinkai.

## Linee
TWR
● Linea Rinkai

## Struttura
La stazione è realizzata su viadotto, ed è una delle tre stazioni realizzate non in sotterraneo della linea Rinkai. Sono presenti due binari con due marciapiedi laterali (tutte le altre stazioni della linea hanno due binari laterali con marciapiede a isola). 
| 1 | ● Linea Rinkai | per Ōimachi, Ōsaki, Shinjuku e Ōmiya (via linea Saikyō) |
| 2 | ● Linea Rinkai | per Shin-Kiba                                           |

## Stazioni adiacenti
| «            | Servizio     | »               |
| Linea Rinkai | Linea Rinkai | Linea Rinkai    |
| ------------ | ------------ | --------------- |
| Shin-Kiba    | Locale       | Kokusai-Tenjijō |